# سأجدك في مكان ما (فلم 1942)
سأجدك في مكان ما (بالإنجليزية: Somewhere I'll Find You) فيلم رومانسي أمريكي صدر في سنة 1942. من إخراج ويسلي روغلز وبطولة كلارك غيبل، لانا تيرنر.

## القصة
في ظل اشتعال الحرب العالمية الثانية، يعود الشقيقان الصحافيان (جوني)، و(كيرك) إلى حياتيهما العادية بعد عودتهما من تغطية الحرب في (ألمانيا)، يحاول (جوني) استعادة مكانه في الصحيفة، ليجد أن زميليه القديمين قد تركاها، وأن زميلته الجديدة هي (بولا لان) المحررة الصحفية الشقراء الجميلة، التي يقع في حبها، لكن تكمن المشكلة أن (كيرك) شقيقه غارق في غرامها، وتبادله هي الحب، لذا ينشأ مثلث الحب الشهير، تسافر (بولا) إلى الشرق الأقصى لتغطية أخبار الحرب، وهربا من الشقيقين، لكنهما يقرران السفر وراءها.

## روابط خارجية
- مقالات تستعمل روابط فنية بلا صلة مع ويكي بيانات